# District de Bandipora
Le district de Bandipora (ourdou : ضلع بانڈی پورہ) est un district du territoire du Jammu-et-Cachemire, en Inde.

## Géographie
Au recensement de 2011, sa population compte 392 232 habitants.
Son chef-lieu est la ville de Bandipora. 